# معركة حجلا الثانية (1919)
معركة حجلا الثانية هي إحدى المعارك الفاصلة التي خاضتها القوات السعودية بقيادة الأمير فيصل بن عبد العزيز آل سعود خلال حملة توحيد منطقة عسير، وقد وقعت في عام 1341 هـ الموافق 1923، وانتهت بانتصار الدولة السعودية وضم منطقة عسير إلى الدولة السعودية الحديثة، معلنة بذلك نهاية إمارة آل عائض بعد هزيمتهم.

## الخلفية
حكمت إمارة آل عائض منطقة عسير منذ منتصف القرن التاسع عشر، وبلغت أوج اتساعها في عهد الأمير محمد بن عائض، حيث بسطت نفوذها على معظم جنوب الجزيرة العربية، وشملت أجزاءً من الحجاز ونجد مثل القويعية ووادي الدواسر وعالية نجد، وامتد نفوذها جنوبًا إلى نجران وجيزان، ووصلت إلى أطراف الحديدة وصنعاء في اليمن. 
واجهت الإمارة تحديات متكررة من الدولة العثمانية وزعامات محلية مثل محمد بن علي الأدريسي، لكنها بقيت قوة إقليمية بارزة حتى أوائل القرن العشرين.
وعقب الحرب العالمية الأولى، دخلت المنطقة في حالة من الفراغ السياسي. وفي ظل سعي عبد العزيز آل سعود لتوحيد مناطق الجزيرة، برزت عسير كهدف استراتيجي.

## أحداث المعركة
تحركت القوات السعودية من الشرق بقيادة الأمير عبد العزيز بن مساعد بن جلوي آل سعود، بعد أن حشدت القبائل والطوائف النجدية والشرقية، وقدر عددهم بنحو أربعين ألف مقاتل أو يزيدون، وفق رواية الشيخ محمد بن حسن الحفظي.
في المقابل، رابطت قوات عسير بقيادة الأمير محمد بن عبد الرحمن آل عائض في حجلا، بعد أن قسم آل عائض قواتهم تحسبًا لهجوم الإدريسي من الغرب. وقدّر عدد المدافعين في حجلا بنحو ألف رجل فقط، لكنهم أبدوا مقاومة شرسة في وجه الزحف السعودي، خصوصًا بعد أن تمركزت المدفعية في قلعة ذره بقيادة عائض بن عبد الرحمن.
رغم تفوق السعوديين العددي، لم تكن المعركة سهلة؛ إذ جرت اشتباكات عنيفة في محيط حجلا، ترافقت مع صمود جزئي من الحامية العسيرية حتى صباح اليوم التالي. لكن مع وصول أنباء اجتياح أبها من الشرق عبر طريق بني مالك، انسحب محمد بن عبد الرحمن بعد إصابته، وفرّ باقي الجيش نحو الغرب. وأكمل الأمير عبد العزيز بن مساعد السيطرة على أبها دون مقاومة تذكر، بينما بقي الأمير حسن بن علي بن عائض في بلدة السقا يقاتل مع 800 رجل لما يقارب عشرين يومًا.

## النتائج
أدت معركة حجلا الثانية إلى:
- إنهاء حكم إمارة آل عائض رسميًا بعد هزيمتهم من القوات السعودية.[5]
- دخول القوات السعودية إلى أبها ورفع العلم السعودي فيها.
- ضم منطقة عسير رسميًا إلى الدولة السعودية في عام 1373 هـ.
- فتح الطريق أمام التوسع السعودي جنوبًا باتجاه جازان ونجران.

## الأهمية
تُعد معركة حجلا الثانية نقطة تحول في حملة توحيد جنوب الجزيرة، إذ مكّنت عبد العزيز آل سعود من السيطرة على عسير، ومن ثم تعزيز الاستقرار السياسي في منطقة ذات أهمية استراتيجية واقتصادية كبيرة.